# Allium horvatii
Allium horvatii ist eine Pflanzenart aus der Gattung Lauch (Allium) in der Unterfamilie der Lauchgewächse (Allioideae).

## Beschreibung

### Vegetative Merkmale
Allium horvatii wächst als ausdauernde krautige Pflanze. Als Überdauerungsorgan wird ein kurzes Rhizom bildet. Die „Zwiebel“ ist bei einer Länge von 4,5 bis 5,0 Zentimetern sowie einem Durchmesser von 0,4 bis 0,8, selten bis zu 1 Zentimetern länglich-eiförmig und bildet mit 30 bis 50 „Zwiebeln“ kompakte Gruppen. Die Zwiebelhaut ist schwach längsseitig gestreift, die äußere Zwiebelhaut ist dunkel braun bis schwarz, die inneren dunkel rotbraun bis grau-violett. Der Stängel ist meist 10 bis 35 (5 bis 47) Zentimeter hoch und 0,9 bis 1,5 (bis zu 2) Millimeter dick. Die einfachen Laubblätter umhüllen die untersten 1/6 des Stängels und werden zum Ende der Blütezeit grün.

### Generative Merkmale

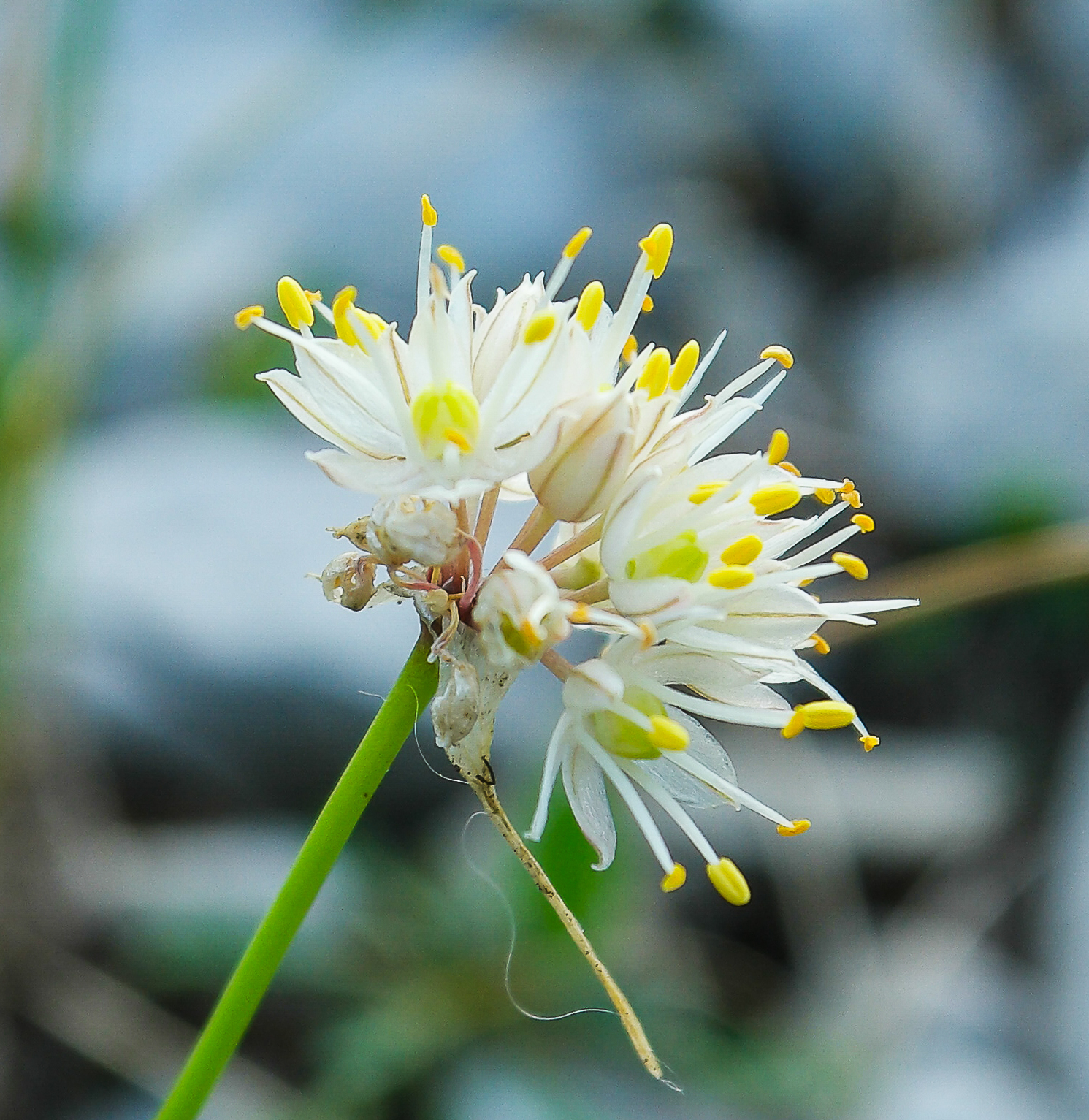
Blütenstand; gut erkennbar sind die Staubblätter, die die Blütenhülle weit überragen

Die Blütezeit reicht von Juli bis September. Die zwei haltbaren Hochblätter sind uneinheitlich, wobei das längere 12 bis 15 (10 bis 18) Millimeter lang (manchmal deutlich länger) ist. Der doldige Blütenstand ist zur Blütezeit fast halbkugelförmig und erreicht während der Blütezeit Durchmesser von 15 bis 20 Millimetern; zur Fruchtzeit ist er größer. Die Blütenstiele sind zur Blütezeit 2 bis 5 Millimeter lang.
Die zwittrigen Blüten sind radiärsymmetrisch und dreizählig. Die Blütenhülle ist glockenförmig bis weit geöffnet. Die sechs Blütenhüllblätter sind meist 4 (3,5 bis 4,5) Millimeter lang sowie 1 bis 1,5 Millimeter breit und sind gelblich-weiß mit grünen Adern, manchmal leicht rosafarben mit grünlichen Adern. Die Staubblätter überragen die Blütenhülle weit. Die fadenförmigen, weißen Staubbeutel sind mit einer Länge von 3,5 bis 5,2 Millimetern länger als die Blütenhüllblätter. Die frischen Staubbeutel sind 0,6 bis 1,1 Millimeter lang und gelb; völlig getrocknete Staubbeutel sind etwa 0,6 Millimeter lang und dunkel gelb. Der Fruchtknoten ist grünlich. Die Samen schwarz, gewinkelt und etwa 3 Millimeter lang.
Die Chromosomenzahl beträgt 2n = 16.

## Vorkommen
Allium horvatii ist in Italien, Slowenien, Kroatien, Bosnien und Montenegro in den Küstengebirgen der Dinariden, auf den dalmatinischen Inseln, den Inseln des Kvarner-Bucht wie auf der Apennin-Halbinsel in Höhenlagen von 0 bis etwa 2000 Metern verbreitet.

## Systematik
Die Erstbeschreibung von Allium horvatii erfolgte durch Andrija-Željko Lovrić in Österreichische botanische Zeitschrift, Band 119, 1971 S. 569, sie wurde 1972 veröffentlicht.
Diese zirkumadriatisch verbreitete Art bildet die westlichste Lauch-Art aus der zentralasiatisch verbreiteten Sektion Oreioprason. Sie wurde taxonomisch 2015 aus Allium saxatile ausgegliedert.